# Ballet Gulbenkian
O Ballet Gulbenkian foi uma companhia portuguesa de dança que se formou em Lisboa em 1975, sobre o Grupo Experimental de Ballet (do Centro Português de Bailado) - que se estreou, no Porto, no dia 11 de Maio de 1961 e apoiado pela Fundação Gulbenkian - e o Grupo Gulbenkian de Bailado, no ano de 1965. O seu último espectáculo aconteceu no Teatro Camões, em Lisboa, a 31 de Julho de 2005.
Os directores artísticos foram os coreógrafos britânicos, Norman Dixon e Walter Gore, o croata Milko Sparemblek, o português Jorge Salavisa, a brasileira, Iracity Cardoso, e Paulo Ribeiro.
O Ballet Gulbenkian fez mais de 1100 espetáculos, quer na Fundação Gulbenkian e outros locais em Portugal, quer no estrangeiro. 
Entre os coreógrafos da companhia estiveram os portugueses Águeda Sena, Carlos Trincheiras, Vasco Wellenkamp, Armando Jorge, Olga Roriz, Rui Horta e Paulo Ribeiro, entre outros.